# Friluftsliv
Friluftsliv er et begreb, som omfatter en bred vifte af aktiviteter, der alle tager udgangspunkt i det at være aktiv og leve i naturen. Af aktiviteter inden for friluftslivet kan blandt andet nævnes:
- Brævandring
- Fjeldvandring
- Kajak
- Klatring
- Kano
- Lystfiskeri
- Rafting
- Ridning
- Spejderliv
- Trekking
- Turcykling
- Turski
- Ultralet rygsækvandring
- Vandring
- Vildmarksliv
- Vinterfjeld

## Eksterne links
- Friluftsliv – Naturstyrelsen Arkiveret 9. september 2012 hos  Wayback Machine
- Ud i naturen-kortet Naturstyrelsen Arkiveret 8. september 2012 hos  Wayback Machine
- Friluftsrådet – Paraplyorganisation for dansk friluftsliv Arkiveret 16. november 2020 hos  Wayback Machine